# Mlynár (Berg)
Der Mlynár (auch Veľký Mlynár; deutsch Müller oder Großer Müller, ungarisch Molnár oder Nagy-Molnár, polnisch Młynarz oder Wielki Młynarz) ist ein 2170 m n.m. hoher Berg in der Hohen Tatra in der Slowakei. Der Gipfel befindet sich auf einem nordöstlich vom Grenzberg Veľký Žabí štít verlaufenden Seitengrat im gleichnamigen Bergmassiv, wo der Grat seine Richtung von Nordosten nach Norden ändert, und liegt über den Tälern Žabia Bielovodská dolina (deutsch Froschseetal) im Westen, Ťažká dolina (deutsch Verborgenes Tal) im Süden und Bielovodská dolina (deutsch Poduplazkital) im Osten. Drei Seitenkämme beginnen am Berg: diese verlaufen nach Südsüdosten, Osten und Nordosten. 
Der Bergname in allen Sprachen weist auf die Gestalt eines Felsen im östlichen Seitenkamm hin. Dieser soll einen Müller, als er einen Mühlstein hebt, darstellen. Diese Annahme wird durch ein Felsfenster sowie helle Färbung des Gesteins unterstützt. In Werken von Albrecht von Sydow erscheint der Name Biala skalka, der heutige Name erscheint zum ersten Mal 1863 in der Wendung Meeraugenspitze nad Mlynarom.
Der Berg liegt abseits offizieller touristischer Wanderwege und der Zutritt ist wegen der Lage inmitten eines Nationalen Naturreservats auch für Mitglieder alpiner Vereine oder mit einem Bergführer verboten.